# Dethieridris propexcavata
Dethieridris propexcavata är en kackerlacksart som först beskrevs av Roth, L. M. 1985.  Dethieridris propexcavata ingår i släktet Dethieridris och familjen småkackerlackor. Inga underarter finns listade i Catalogue of Life.